# Rheumaptera fasciaria
Rheumaptera fasciaria là một loài bướm đêm trong họ Geometridae.